# IWL Troll
Der Troll (a) (Abkürzung für Tourenroller) ist ein in der DDR hergestelltes Motorroller-Modell. Es wurde von Januar 1963 bis Dezember 1964 in einer Stückzahl von 56.513 im VEB Industriewerke Ludwigsfelde gebaut und war das letzte Modell einer Reihe von Motorrollern, die ab 1954 aus Ludwigsfelde kamen. Die Bezeichnung Troll ist ein Wortspiel, das zum einen die Bedeutung Kobold einschließt, zum anderen aber auch die Abkürzung für Tourenroller war. Im Export hieß der Troll „Berlin S“.

## Modellgeschichte
Das Modell Troll war im Gegensatz zu Berlin und Wiesel eine völlige Neukonstruktion. Das Rückgrat bildete ein geschweißter, verwindungssteifer Blechprofilrahmen. Der Hubraum betrug 143 cm³, die Höchstgeschwindigkeit 90 km/h und das Leergewicht 122 kg. Das Fahrwerk wurde durch Langschwingen und großzügig dimensionierte Federbeine (130/100 mm vorn/hinten) wesentlich verbessert und stellte den Troll in diesem Punkt an die Spitze des internationalen Motorrollerbaus. Allerdings war die Sitzposition höher als beim vorherigen Modell. Ein Manko waren außerdem die vom „Berlin“ unverändert übernommenen Bremsen, erst im Verlauf der Serienproduktion wurden diese verbessert. Optisch wurde der Roller im Stil der Trapezlinie neu gestaltet. Neben den Federbeinen stammte auch der Motor aus der 1962 herausgebrachten MZ ES 150. Modifiziert und mit Gebläsekühlung versehen (Bezeichnung RM150) war der Troll mit 9,5 PS Motorleistung und 1,25 kpm Drehmoment nicht nur in der DDR, sondern auch international das leistungsfähigste Rollermodell seiner Klasse. Relativ großer Entwicklungsaufwand wurde bei der Auspuffanlage betrieben, die im Gegensatz zu damaligen Vespa-Modellen trotz niedriger Geräuschentwicklung unter 80 dB keine Drosselung der Motorleistung zur Folge hatte. Eine weitere Neuheit im Motorrollerbau war asymmetrisches Abblendlicht beim Troll.
Praktisch war die große Seitenklappe als Zugang zum Motor, ohne dazu die gesamte Motorhaube abnehmen zu müssen, wie es bei den Vorgängermodellen der Fall war. Mögliche Konstruktionen der Haube und Zugänglichkeit zum Motor waren im Vorfeld in der Fachpresse im internationalen Vergleich diskutiert worden. Ein Schwachpunkt des Trolls war anfangs seine Neigung zum Lenkerpendeln. Daher mussten anders als üblich die produzierten Fahrzeuge nicht nur auf dem Rollenprüfstand, sondern auch auf der Straße eine Testfahrt absolvieren. Ab September 1963 wurde der Troll nach umfangreichen Untersuchungen zu den Ursachen des Lenkerpendelns mit einem geänderten, 1,2 kg schwereren Schwingenträger ausgestattet.
Im Test der KFT wurden der sehr stabile Rahmen und die guten Fahrleistungen des vollgasfesten Motors gelobt, die sogar erheblich über den Werksangaben lagen (99 km/h Höchstgeschwindigkeit). Zusammen mit den sehr guten Federungseigenschaften, guter Sitzposition und höhergezogenem Beinschild, der die Beine vollständig vor Wind und Nässe schützt, wurde dem Troll bestätigt, im Unterschied zum Vorgängertyp ein vollwertiger Reiseroller zu sein. Lediglich die Bremswirkung sei den Fahrleistungen nicht entsprechend, und das relativ hohe Gewicht beeinträchtige die Handlichkeit. Kritik galt auch Vibrationen in Lenker und Trittbrett wegen des Fehlens einer elastischen Motoraufhängung, und die Neigung zum Lenkerpendeln trat auch am Testfahrzeug auf. Schließlich wurde die Gestaltung kritisiert, weil der rundliche Vorderbau nicht zur sonst gestreckten Linie passe.
Die Einstellung der Motorrollerproduktion im Jahr 1965 erschien angesichts des neu entwickelten und fortschrittlichen Trolls und teilweise neu eingerichteter Fertigungsanlagen voreilig. Sie war die Folge einer planwirtschaftlichen Umprofilierung des Herstellerwerks auf den ausschließlichen Bau von Lastkraftwagen ab 1965 (Modelle W50, L60). Dies war aber nicht der einzige Grund – der Verkaufserfolg des Troll hielt sich sowohl im Ausland als auch Inland in Grenzen, es kam zur Produktion auf Halde. Die nicht verkauften Fahrzeuge mussten gar in einem ehemaligen Bergwerk eingelagert werden, weil der Platz auf dem Werksgelände nicht mehr ausreichte. Schließlich wurden die geplanten Jahresstückzahlen aus Nachfrage-Mangel von 30.000 auf 20.000 deutlich nach unten korrigiert, praktisch wirkte sich dies wegen der Einstellung der Produktion schon Ende 1964 aber nicht mehr wesentlich aus.
Für den Troll gab es als Zubehör den Einspuranhänger Campi. Als Motorroller-Alternativen waren in der damaligen DDR der Čezeta, der kleinere Tatran S125 sowie die Kleinroller von Simson und Jawa erhältlich.